# Forum artis
Forum artis är en samarbetsorganisation för riksomfattande konstnärsorganisationerna i Finland, grundad 1950. 
Till organisationen hör sammanslutningar bland annat för bildkonstnärer, konsthantverkare, arkitekter, författare, skådespelare, dans- och tonkonstnärer, sångare och musiker.